# 2001 en Géorgie
Chronologie de la Géorgie
- 1997
- 1998
- 1999
- 2000
- 2001
- 2002
- 2003
- 2004
- 2005

Cette page recense des événements qui se sont produits durant l'année 2001 en Géorgie.

## Chronologie

### Avril
- 20 avril : Le Parlement adopte une résolution condamnant le coup d'État de 1991-1992 qui a amené le gouvernement en place au pouvoir[1].

### Mai
- 25 mai : Près de 1 000 soldats géorgiens lancent une mutinerie, prenant le contrôle de la base militaire de Moukhrovani et faisant craindre un coup d'État. À la suite d'une intervention des forces spéciales du ministère de l'Intérieur et à une promesse d'immunité du président Edouard Chevardnadzé à ceux-ci, la mutinerie prend fin au bout de quelques heures[2].

### Juillet
- 1er juillet : malgré l'accord d'Istanbul de 1999, la Russie refuse d'abandonner sa base militaire à Goudaouta, en Abkhazie séparatiste, à la suite d'une manifestation locale. Tbilissi accuse la Russie d'avoir planifié cette manifestation[3].
- 3 juillet : Lors d'une réunion du Groupe de consultation de l'OSCE, 11 États d'Europe et d'Amérique du Nord appellent la Russie à quitter sa base militaire de Goudaouta[3].
- 5 juillet : 
  - Walter Schwimmer, Secrétaire général du Conseil de l'Europe, visite la Géorgie et rencontre des responsables locaux et des dirigeants de l'opposition. La visite de Schwimmer consiste principalement à superviser une réforme de décentralisation controversée proposée par le gouvernement Chevardnadzé.
  - Le Conseil permanent de l'OSCE déclare que la Russie enfreint l'Accord d'Istanbul de 1999 pour avoir refusé de quitter sa base militaire de Goudaouta. Moscou exige des négociations sur l'avenir de la base entre la Géorgie et les autorités séparatistes abkhazes, une demande refusée par Tbilissi[3].
  - Deux grandes statues en bronze, dont une statue de 150 kg de la figure nationale Ilia Tchavtchavadzé, sont volées à l'université d'État de Tbilissi, malgré les patrouilles de la garde d'État. Certains évoquent des signes de corruption dans la garde, tandis que d'autres accusent la récente libéralisation de l'industrie d'exportation de métaux d'être une cause du délit[4].
- 6 juillet : 
  - Le ministère des Finances annonce un accord pour restructurer sa dette massive avec le Turkménistan par la fourniture de biens et de services. L'opposition accuse Zourab Noghaïdeli, le ministre des Finances, de corruption, en raison de ses liens avec l'entreprise choisie pour faire appliquer l'accord. Pendant ce temps, le gouvernement annonce que la restructuration lui permettra de mettre fin à la séquestration budgétaire[5].
  - Environ 300 manifestants, pour la plupart des déplacés d'Abkhazie, manifestent devant l'ambassade de Russie à Tbilissi, appelant la Russie à se retirer de sa base militaire de Goudaouta[6].
- 7 juillet : La république autonome d'Adjarie, dirigée par l'homme fort Aslan Abachidzé, met en place un organe législatif à deux chambres. La décision est saluée par le gouvernement central de Tbilissi, mais critiquée par l'opposition comme un outil potentiel de séparatisme futur en Adjarie[7].
- 10 juillet : Le président du Parlement, Zourab Jvania, accuse certains députés de soutenir la contrebande de bois[8].
- 12 juillet : 
  - Un officier de la garde d'État, Mamouka Arabouli, est enlevé dans le village de Pchaveli en Kakhétie par des criminels kistines de la vallée de Pankissi. Il représente le dernier d'une série d'enlèvements en 2001, qui comprend également trois hommes d'affaires étrangers, le père d'un entrepreneur géorgien et le frère du footballeur Kakhaber Kaladzé. Le lendemain, les habitants du village de Laliskouri prennent huit Kistines en otage. Des forces du ministère de l'Intérieur sont envoyées dans le nord-est de la Géorgie[9]. Au cours des jours suivants, des volontaires armés se rassemblent à Laliskuri pour faire pression sur la communauté kistine afin qu'elle libère Arabouli, malgré les dénégations des anciens de la vallée, qui affirment qu'il n'est pas en leur possession. Des experts accusent la Russie de tenter de déclencher un conflit armé dans la vallée de Pankissi en réponse à la pression internationale exigeant le retrait de la base russe de Goudaouta[10].
  - Quatre personnes d'origine arménienne sont assassinées et six enlevées dans la vallée de la Kodori, une région de haute montagne sous le contrôle des seigneurs de guerre géorgiens mais revendiquée par l'Abkhazie séparatiste. Soukhoumi[a] se retire de ses négociations de règlement du conflit avec Tbilissi après avoir accusé les autorités géorgiennes d'être derrière l'attaque.
- 17 juillet : 
  - Une mission de la Banque mondiale se rend en Géorgie pour négocier avec le gouvernement un crédit de 52,5 millions de dollars à émettre en octobre[11].
  - Mamouka Arabouli et un homme d'affaires de 80 ans sont libérés par les Kistines pour apaiser les tensions dans la vallée de Pankissi. Les factions armées de Laliskouri ne libèrent qu'un des huit otages kistines, exigeant la libération de tous les prisonniers détenus dans la vallée[12]. Les autres otages kistines sont libérés deux jours plus tard.
  - Un avocat est battu en Iméréthie par trois policiers alors qu'il se rend chez un client accusé de cambriolage[13]. En parallèle, un villageois est battu par des policiers à Vani après avoir refusé d'admettre avoir volé une vache[14].
  - Le ministère des Finances transfère la responsabilité du financement des bases militaires géorgiennes en Adjarie du budget central au budget de la république autonome d'Adjarie, une décision fortement critiquée par le ministère de la Défense, qui affirme que cette décision pourrait menacer la stabilité de la Géorgie[15].
- 21 juillet : Un groupe de députés accuse le régime d'Aslan Abachidzé, contrôlant l'Adjarie, d'avoir aidé les forces séparatistes pendant la guerre d'Abkhazie, de 1992 à 1993[16].
- 26 juillet : 
  - Le FMI demande à la Géorgie un séquestre budgétaire de 150 millions de laris et la fin du moratoire sur les exportations de bois[17].
  - La Géorgie accuse les autorités russes de laisser opérer un nettoyage ethnique contre les Meskhètes, vivant dans le sud de la Russie depuis leur expulsion de Géorgie par Staline en 1944[18].
- 27 juillet : Le président Chevardnadzé retarde sa visite prévue à Bakou où il devait signer un accord sur la construction du gazoduc Bakou-Tbilissi-Erzurum. Le retard est attribué à un désaccord sur les conditions d'exportation du gaz[19].

### Août
- 2 août : Après la fin de plusieurs mois de négociations entre le parti au pouvoir, l'Union des citoyens de Géorgie, et l'opposition, le Parlement adopte une loi controversée sur l'autonomie locale qui réforme le système de gouvernement local. Dans le cadre de la réforme, le président peut nommer les gouverneurs municipaux parmi les membres des conseils municipaux élus proportionnellement, sauf à Tbilissi et Poti, où le président conserve les pleins pouvoirs de nomination. La loi est fortement critiquée par l'opposition, qui réclame des gouvernements locaux élus. Elle affirme en outre que le choix du dirigeant de Poti par nomination présidentielle est lié au fait que le port de Poti appartient à la famille du président.
- 4 août : Le parquet lance une enquête pour violence contre la police contre le vice-ministre de la Justice Irakli Okrouachvili. En décembre 2001, il se serait disputé avec un policier au sujet de la fermeture d'une route pour l'escorte du président Chevardnadzé. Certains voient dans cette affaire une tentative du gouvernement d'aller à l'encontre du ministère de la Justice, dirigé par le réformateur Mikheil Saakachvili[20].
- 8 août : Le ministre de la Justice, Mikheil Saakachvili, accuse lors d'une réunion du cabinet ses collègues du ministère de l'Économie et du ministère de la Sûreté de l'État de corruption généralisée et appelle à l'adoption d'une loi pour confisquer les biens détenus illégalement par des représentants du gouvernement[21].
- 15 août : Mikheil Matchavariani, ministre des Impôts et des Revenus, démissionne à la suite de désaccords avec le gouvernement[22].

### Septembre
- 3 septembre : L'Arménie accepte un accord pour restructurer la dette de la Géorgie, avec la promesse de rembourser 4 % de la dette totale en 2001, et le reste d'ici 2021[23].
- 4 septembre : Le ministre de la Justice Mikheil Saakachvili accuse le ministre de l'Intérieur Kakha Targamadzé d'avoir tenté de voler six millions de laris dans le projet de construction d'une prison près de Roustavi[23].
- 5 septembre : Face aux tensions frontalières croissantes entre la Géorgie et la Russie au sujet du contrôle du village de Pitchvebi, l'OSCE installe une station de surveillance à Chatili (Khevsourétie)[23].
- 6 septembre : Akaki Assatiani, député et chef de la faction d'opposition « traditionaliste », quitte l'opposition unie du Parlement à la suite de désaccords sur le boycott prévu des élections municipales de novembre[24].
- 7 septembre : 
  - L'ancien dirigeant soviétique de la Géorgie Djoumber Patiachvili et l'expert géorgien basé à Moscou Alexandre Tchatchia forment le parti politique Unité, en opposition au gouvernement Chevardnadzé et en alliance avec l'homme fort d'Adjarie Aslan Abachidzé[25].
  - La crise budgétaire ne permet d'attribuer que 36 millions de laris au ministère de la Défense, seulement une fraction du budget réclamé. Ce chiffre représente les dépenses militaires les plus faibles de la région[26].
- 11 septembre : 
  - L'opposition exige une réforme électorale et un référendum national sur la révocation du gouvernement et menace de désobéissance civile à l'échelle nationale et de boycotter les élections municipales de novembre[27].
  - La Commission anti-corruption accuse plusieurs ministères d'avoir détourné jusqu'à 10 millions de laris[28].
- 12 septembre : Lord David Resell-Johnston, secrétaire général de l'Assemblée parlementaire du Conseil de l'Europe, visite la Géorgie et prolonge la mission de suivi du Conseil de l'Europe en Géorgie, chargée de s'assurer que le pays suit toutes les recommandations du Conseil[29].
- 14 septembre : 
  - 38 députés de plusieurs partis, d'opposition et pro-gouvernementaux, annoncent la formation d'une nouvelle coalition parlementaire, signant l'effondrement du groupe d'opposition unie[30].
  - Boris Nemtsov, membre de la Douma d'État russe, accuse la Géorgie d'abriter des terroristes tchétchènes à la suite des attentats du 11 septembre[31].
- 15 septembre : Deux hommes non identifiés entrent par effraction dans l'appartement du ministre de la Justice Mikheil Saakachvili pour accéder à des fichiers sur son ordinateur personnel[32].
- 17 septembre : 
  - Le président Chevardnadzé démissionne de la présidence du parti au pouvoir, l'Union des citoyens[33].
  - La Russie accuse la Géorgie d'avoir hébergé de présumés terroristes tchétchènes accusés d'avoir mené les attentats à la bombe contre les appartements de Moscou en décembre 1999. Au cours d'un épisode de tensions croissantes, Moscou accuse la Géorgie d'abriter des collaborateurs d'Oussama Ben Laden. En réponse, le président Chevardnadzé annonce qu'il est prêt à laisser l'armée américaine utiliser les bases géorgiennes dans les futures campagnes au Moyen-Orient.
- 19 septembre : Après des mois de conflit contre le gouvernement pour corruption endémique, le ministre de la Justice réformateur Mikheil Saakachvili démissionne[34]. Le lendemain, il annonce sa candidature pour la circonscription parlementaire de Vake (Tbilissi), avant l'élection spéciale d'octobre.
- 27 septembre : Nodar Tskitichvili est réélu président de la Société de la Croix-Rouge géorgienne. En raison des accusations de corruption de longue date le visant, la Croix-Rouge internationale menace de rompre ses liens avec l'organisation géorgienne[35].

### Octobre
- 4 octobre - 18 octobre : Crise de Kodori de 2001
  - 4 octobre : Des militants tchétchènes menés par Rouslan Guelaïev pénètrent dans la vallée de Kodori, une région abkhaze officiellement sous contrôle géorgien mais dirigée de facto par des chefs de guerre, et lancent une attaque contre le village de Guiorguievskoïe, tenu par les séparatistes.
  - 5 octobre : La Géorgie nie être impliquée dans les activités tchétchènes à Kodori[36].
  - 6 octobre : La Géorgie extrade 13 combattants tchétchènes vivant en Géorgie vers la Russie[37]. Soukhoumi menace de lancer un assaut sur les gorges de Kodori si les militants tchétchènes ne quittent pas la région dans les 24 heures qui suivent[38]. Le président Chevardnadzé accuse la Russie d'avoir planifié une provocation à grande échelle contre la Géorgie.
  - 8 octobre : Un hélicoptère transportant des observateurs de l'ONU est abattu au-dessus de la vallée, faisant neuf morts[39]. Le Conseil de sécurité de l'ONU accuse Tbilissi et Soukhoumi d'avoir provoqué l'accident d'hélicoptère. L'Abkhazie se retire des négociations géorgio-abkhazes de Tbilissi.
  - 9 octobre : Des rapports font état de bombardements de villages géorgiens près de Kodori et abkhazes dans la région de Goulrypchi[40]. Des affrontements armés sont signalés près de Soukhoumi. Le gouvernement géorgien accuse la Russie de bombarder directement des villages géorgiens.
  - 10 octobre : Soukhoumi affirme avoir encerclé 200 militants tchétchènes et déclare que 500 à 700 autres sont entrés dans la gorge de Kodori via la Géorgie. Le ministère géorgien de la Défense déploie des unités spéciales de l'armée dans la vallée. Deux avions de combat russes sont détectés au-dessus de la vallée de Kodori, suivis d'un bombardement sur des positions géorgiennes. Le ministère russe des Affaires étrangères convoque l'ambassadeur de Géorgie à Moscou et soumet une note de protestation.
  - 11 octobre : Le président Chevardnadzé appelle au retrait des forces de maintien de la paix russes d'Abkhazie. Lors d'un vote, le Parlement géorgien adopte par 157 voix à 2 une résolution appelant au remplacement des forces russes par des soldats de la paix de l'ONU dans la région.
  - 12 octobre : Le président russe Vladimir Poutine s'engage à retirer les soldats de la paix d'Abkhazie si la Géorgie reste dans membre de la Communauté des États indépendants.
  - 13 octobre : Les forces géorgiennes interceptent une communication radio par des soldats de la paix russes qui planifient une attaque contre des positions géorgiennes.
  - 14 octobre : Des affrontements sont signalés à Gali et à seulement quelques kilomètres de Soukhoumi.
  - 15 octobre : L'Abkhazie affirme que davantage de militants tchétchènes pénètrent dans la gorge de Kodori. Le président Chevardnadzé confirme que certains Tchétchènes de la région géorgienne de Pankissi sont impliqués dans les combats.
  - 16 octobre : L'Abkhazie refuse de retourner à la table des négociations avec Tbilissi. L'Ukraine propose d'envoyer une force de maintien de la paix en Abkhazie. Près de 1 000 réfugiés abkhazes auraient fui vers la Russie. Chevardnadzé et Poutine ont une conversation téléphonique.
  - 17 octobre : Six hélicoptères abkhazes bombardent des positions russes dans le col de Maroukhi. 15 civils sont blessés. Deux jets militaires russes sont signalés au-dessus de Kodori. Au moins un hélicoptère abkhaze est abattu par les forces géorgiennes.
  - 18 octobre : Quatre jets russes survolent des positions géorgiennes dans la vallée. La Géorgie remet une note de protestation à l'ambassade de Russie à Tbilissi. Tbilissi accuse les soldats de la paix russes d'avoir organisé des provocations contre la Géorgie. Un lieutenant-colonel géorgien est tué dans les affrontements.
  - 19 octobre : Des explosions de mines tuent un soldat géorgien et en blessent un autre.
  - 28 octobre : Des avions militaires russes bombardent le col de Maroukhi[41].
  - 29 octobre : Des jets russes bombardent les villages géorgiens d'Adzgaraza et Ptichi en Kodori[42].
  - 30 octobre : Des bombardements russes sont rapportés dans du col de Maroukhi. Certains en Géorgie mettent en garde contre une invasion potentielle par l'Abkhazie de la Mingrélie et de la Svanétie[43].
- 5 octobre : 
  - Le FMI et la Banque mondiale appellent le président géorgien Edouard Chevardnadzé à lutter contre la corruption endémique dans le pays[44].
  - Le président Chevardnadzé rencontre George W. Bush à Washington pour garantir le soutien de la Géorgie à l'invasion américaine de l'Afghanistan.
- 7 octobre : Vepkhia Margochvili, un chef de guerre criminel de la vallée de Pankissi, menace de déclencher une guerre contre le gouvernement central géorgien si sa femme n'est pas libérée par les forces spéciales du ministère de l'Intérieur[45].
- 8 octobre : Le FMI reproche à la Géorgie de ne pas avoir satisfait à quatre des douze conditions qui devaient être remplies d'ici septembre 2001, menaçant l'avenir d'un prêt massif au gouvernement géorgien. Les quatre exigences comprennent: le respect des paramètres macroéconomiques coordonnés avec le FMI, le séquestre du budget, l'adoption d'une loi sur les normes d'activités des agents des impôts et des douanes et des amendements à la réglementation bancaire[46].
- 13 octobre : La Géorgie, la Bulgarie, la Turquie, la Roumanie et la Russie participent aux exercices militaires BLACKSEAFOR en mer Noire[47].
- 17 octobre : Le chef de guerre pankissi Vepkhia Margochvili, qui avait menacé de faire la guerre au gouvernement central, est dans une explosion survenue dans sa maison.
- 21 octobre : élections parlementaires spéciales pour les districts de Vake (Tbilissi) et Baghdati. L'ancien ministre de la Justice et chef de l'opposition pro-occidentale Mikheil Saakachvili remporte le siège de Vake, tandis que le conservateur et pro-russe Vaja Lortkipanidzé l'emporte à Baghdati. Les élections sont entachées d'accusations de fraude électorale, avec deux urnes volées à Vake.
- 23 octobre : 
  - Le président Chevardnadzé se rend en Arménie à la suite du conflit de Kodori, après des allégations de l'implication du bataillon arménien Bagramian pour aider les séparatistes abkhazes. La Géorgie et l'Arménie signent un accord de coopération pour définir le cadre des relations bilatérales pour les 20 années suivantes.
  - Le Parlement réduit le budget de 2001 de 183 millions de laris dans le contexte d'une crise financière profonde[48].
- 25 octobre : 
  - La Géorgie et l'Arménie annoncent le lancement d'une coopération militaire. À Akhalkalaki, 80 % de la base militaire russe locale est occupée par des Arméniens[49].
  - Le Parlement confirme le report des élections municipales à juin 2002.
- 26 octobre : La Russie affirme s'être retirée de sa base militaire à Goudaouta, en Abkhazie séparatiste[50]. Un contingent de 600 soldats russes est laissé temporairement. L'annonce du retrait intervient alors que Zourab Jvania, président du Parlement géorgien et considéré comme le leader des autorités pro-occidentales, se rend à Moscou et décrit la Russie comme le principal partenaire stratégique de Tbilissi.
- 27 octobre : Le FMI approuve un prêt de 11 millions de laris à la Géorgie à la suite du séquestre budgétaire du gouvernement.
- 28 octobre : La Géorgie confirme les renseignements selon lesquels la Russie n'a fait que simuler son retrait de sa base militaire de Goudaouta[51].
- 30 octobre : Des agents du ministère de la Sécurité d'État font une descente au siège de Rustavi 2, la principale chaîne d'opposition, deux mois seulement après le meurtre non résolu de son journaliste Guiorgui Sanaïa. Les autorités affirment que le raid est dû au non-respect par la chaîne d'une ordonnance du tribunal leur intimant de transmettre des documents financiers dans le cadre d'une enquête pour détournement de fonds. Des manifestants anti-gouvernementaux se réunissent devant Rustavi 2, accusant le gouvernement de restreindre la liberté de la presse. Le président Chevardnadzé appelle à une enquête sur le raid. Le président du Parlement, Zourab Jvania, accuse le ministre de l'Intérieur Kakha Targamadzé d'avoir intimidé la chaîne.
- 31 octobre : 3 000 manifestants manifestent devant la chancellerie d'État, appelant les autorités à défendre la liberté de la presse à la suite de l'incident de la veille. Le ministre de la Sécurité d'État, Vakhtang Koutateladzé, démissionne.

### Novembre
- 1er novembre : 
  - 5 000 manifestants se rassemblent devant le Parlement pour demander la démission du ministre de l'Intérieur Kakha Targamadzé à la suite du scandale de Rustavi 2[52]. À la fin de la journée, Targamadzé démissionne, suivi du président du Parlement Zourab Jvania. Le président Chevardnadzé révoque son gouvernement exécutif. Guiorgui Meparichvili, procureur général, quitte également son poste.
  - Des bombardements sont signalés dans la vallée de Kodori. À Tbilissi, des manifestants anti-gouvernementaux se séparent, avec quelques manifestations contre l'ambassade de Russie[53].
- 2 novembre : Les manifestations se poursuivent, désormais dirigées par l'ancien président du Parlement Zourab Jvania et le chef de l'opposition Mikheil Saakachvili. Les États-Unis se déclarent préoccupés par l'évolution de la situation[54]. Le président George Bush exprime son soutien au gouvernement en place[55].
- 3 novembre : Lors d'une réunion clé, le président Chevardnadzé rencontre le leader adjarien Aslan Abachidzé, qui annonce être prêt à venir à Tbilissi, après des années à éviter la capitale, de peur d'être assassiné. Abachidzé dirige l'Adjarie d'une main de fer[non neutre] à partir de 1991 et est accusé de séparatisme.
- 4 novembre : 
  - Élections des dirigeants locaux de la république autonome d'Adjarie. Les autorités locales refusent l'entrée des observateurs internationaux. Aslan Abachidzé remporte un autre mandat, mais les élections sont considérées comme frauduleuses[56].
  - Des affrontements ont lieu à Zougdidi entre les partisans de Saakachvili et du député Tenguiz Djghouchia. Plusieurs personnes sont blessées.
- 6 novembre : Le président Chevardnadzé nomme Aslan Abachidzé comme son représentant sur les questions de conflit. Ce dernier se rend à Moscou pour rencontrer les autorités locales. Il aurait prévu une réunion avec des représentants du gouvernement séparatiste abkhaze, mais nie cette information.
- 8 novembre : Le conflit d'octobre et les conditions météorologiques difficiles conduisent à une crise de la faim dans la vallée de Kodori.
- 9 novembre : Le président Chevardnadzé demande l'envoi de Casques bleus turcs en Abkhazie. Le président turc Ahmet Necdet Sezer se rend en Géorgie pour apporter son soutien au président Chevardnadzé alors qu'il fait face à des manifestations continues et appelle à sa démission[57].
- 10 novembre : Nino Bourdjanadzé est élu nouvelle présidente du Parlement. Elle reçoit le soutien d'un groupe de députés pro-réforme, marquant le début de la fin du gouvernement Chevardnadzé[58].
- 11 novembre : Le président russe Vladimir Poutine accuse la Géorgie de servir de couloir aux combattants islamistes tchétchènes se rendant en Afghanistan[59].
- 12 novembre : À la suite de la demande de la Russie d'extrader le guérillero tchétchène Rouslan Guelaïev et l'homme d'affaires géorgien Badri Patarkatsichvili, le président Chevardnadzé refuse, affirmant que la Russie héberge l'ancien ministre de la Sécurité d'État Igor Guiorgadzé, recherché pour avoir planifié une attaque terroriste en Géorgie en 1995[60].
- 14 novembre : La Russie appelle la Géorgie à retirer ses troupes de la vallée de Kodori[61]. Moscou annonce un retrait temporaire de ses négociations pour un accord-cadre sur ses relations avec la Géorgie[62].
- 15 novembre : Le président Chevardnadzé nomme un nouveau cabinet dirigé par le ministre d'État Levan Dzneladzé[63].
- 17 novembre : Les guérilleros tchétchènes opérant dans les montagnes de Géorgie sont accusés d'avoir lancé une attaque contre les forces russes de maintien de la paix en Abkhazie. Moscou accuse Tbilissi d'héberger des militants tchétchènes en Svanétie[64].
- 18 novembre : Premier tour des élections présidentielles en Ossétie du Sud séparatiste. Le chef de l'opposition Edouard Kokoïty et le président du Parlement Stanislav Kotchiev devancent le leader sortant Lioudvig Tchibirov.
- 19 novembre : 
  - Gotcha Djodjoua, un député de la faction Nouvelle-Abkhazie - démocrates-chrétiens, est enlevé et passé à tabac par des policiers[65]. À Tbilissi, un autre député, Levan Pirveli, est accusé d'avoir tiré sur un activiste d'une ONG[66].
  - Quatre moines orthodoxes sont enlevés par des militants tchétchènes dans la vallée de Pankissi[67].
- 20 novembre : 
  - Des centaines de manifestants bloquent plusieurs rues de Tbilissi pour exiger un accès régulier à l'électricité[68]. Une crise électrique provoque des pénuries massives pendant des semaines, tandis que le ministère des Finances voit ses lumières être coupées pendant quatre jours[69].
  - Le Parlement vote contre la proposition du Président de fusionner le ministère des Finances et celui des Recettes fiscales[70].
- 22 novembre : 
  - Une commission parlementaire spéciale accuse l'ancien ministre des Finances Zourab Noghaïdeli d'avoir mal géré le budget, conduisant à une crise financière profonde[71].
  - La Fédération internationale des droits de l'homme accuse les autorités géorgiennes de violer les droits des citoyens non orthodoxes[72].
  - Deter Boden, représentant spécial de l'ONU sur le conflit Abkhazie-Géorgie, appelle Tbilissi à retirer ses forces armées de la vallée de Kodori après que Soukhoumi a annoncé ne vouloir reprendre les négociations qu'après le retrait des forces géorgiennes de la région[73].
- 24 novembre : La présidente du Parlement, Nino Bourdjanadzé, qualifie la CEI d'« inefficace » dans la résolution du conflit Géorgie-Abkhazie[74].
- 25 novembre : Des responsables géorgiens se rendent dans la vallée de Kodori, confirmant que les forces militaires géorgiennes ne se retireront pas de la région malgré les menaces des autorités séparatistes abkhazes[75].
- 26 novembre : 
  - Besik Kochlochvili, un seigneur du crime dans la région de Pankissi, est tué par des habitants pour son implication présumée dans l'enlèvement contre rançon de quatre moines. Tbilissi a précédemment nié l'implication de Kochlochvili dans les enlèvements[76].
  - Un tribunal municipal ordonne la libération d'un terroriste présumé, accusé d'avoir organisé une attaque contre une société pétrolière américaine qui a conduit à un meurtre. La Chambre de commerce américaine condamne cette libération, alors que certains y voient un exemple de corruption ou de pression sur les tribunaux[77].
- 27 novembre : La Russie accuse la Géorgie d'avoir hébergé des militants tchétchènes dans la région de Pankissi pour les cacher, durant la guerre de Tchétchénie. Cela survient un jour après que près de 100 Tchétchènes ont été tués dans une campagne de bombardement russe de villages près de la frontière russo-géorgienne[78].
- 28 novembre : 
  - Des hélicoptères russes bombardent les localités géorgiennes dans la vallée de Pankissi, conduisant à une condamnation généralisée par Tbilissi. La campagne de bombardement se déroule dans le cadre de la guerre de Tchétchénie[79].
  - Le Parlement approuve le renouvellement du mandat de plusieurs ministres à la suite de la démission du cabinet début novembre. Malkhaz Kakabadzé redevient ministre des Affaires spéciales, Sesili Goguiberidzé et Valeri Vachakidzé respectivement ministre des Réfugiés et du Logement[80].
- 30 novembre : 
  - Davit Magradzé, député indépendant qui a quitté le parti au pouvoir de l'Union des citoyens deux mois auparavant, démissionne, invoquant une grande discorde au Parlement[81].
  - Nougzar Gabritchidzé, fonctionnaire du ministère de l'Intérieur, est confirmé comme nouveau procureur d'État par le Parlement. L'aile réformatrice du Parlement s'oppose à sa nomination[82].

### Décembre
- 1er décembre : Après une rencontre avec Vladimir Poutine, le président Chevardnadzé retire son appel au retrait des soldats de la paix russes d'Abkhazie[83]. La réunion bilatérale est très controversée en Géorgie, ne parvenant à aucun progrès dans la résolution du conflit Géorgie-Abkhazie. Le président Poutine s'engage à nommer un représentant spécial dans les négociations de conflit. Peu de temps après la réunion, les autorités russes annoncent l'arrestation d'un chef de guerre tchétchène impliqué dans plusieurs enlèvements dans la vallée de Pankissi.
- 3 décembre : Le parti travailliste d'opposition organise des manifestations de masse appelant à la démission de Koba Boutchoukouri, gouverneur de Mtskheta-Mtianeti, pour corruption[84].
- 4 décembre : 
  - Le Parlement approuve le renouvellement du mandat de plusieurs ministres à la suite de la démission du cabinet en novembre. Zourab Noghaïdeli redevient ministre des Finances, Davit Mirtskoulava ministre de l'Énergie, Davit Kirvalidzé reprend le portefeuille de l'Agriculture, Merab Adeïchvili celui des Transports et de la Communication, Avtandil Djorbenadzé redevient ministre de la Santé et Sécurité sociale, Levan Dzneladzé ministre du Revenu fiscal, Merab Tchkhenkeli ministre de l'Urbanisation et de la Construction et Guiorgui Gatchetchiladzé ministre de l'Économie, de l'Industrie et du Commerce. La nomination de Noghaïdeli est la plus controversée car il est impliqué dans la crise budgétaire en cours à ce moment-là[85].
  - Le secrétaire d'État américain Colin Powell appelle à une implication internationale pour le retrait de l'armée russe de la base militaire de Goudaouta en Abkhazie[86].
- 7 décembre : 
  - Une commission parlementaire déclare qu'il est illégal pour le fournisseur d'électricité privé de Géorgie d'augmenter les tarifs et appelle le gouvernement à réglementer les prix[87].
  - Les autorités géorgiennes retrouvent un journaliste japonais enlevé par des militants tchétchènes dans la vallée de Pankissi depuis juillet[88].
- 8 décembre : Après plus d'un an de captivité et des mois de négociations avec le gouvernement espagnol, deux hommes d'affaires espagnols sont libérés par leurs ravisseurs dans la vallée de Pankissi[89]. Ils accuseront plus tard les responsables géorgiens des forces de l'ordre d'être impliqués dans leur enlèvement[90].
- 10 décembre : Gunter Beuchel, un employé de la délégation de la Commission européenne en Géorgie, est assassiné à Tbilissi[91]. Le ministère de l'Intérieur forme une unité spéciale chargée d'enquêter sur les crimes commis contre des étrangers[92].
- 12 décembre : Le Parlement approuve une proposition du gouvernement visant à réduire le nombre de soldats de 38 400 à 37 380[93].
- 14 décembre : L'OSCE étend sa mission de surveillance de la frontière russo-géorgienne à la frontière entre la Géorgie et l'Ingouchie[94].
- 17 décembre : 
  - Tbilissi confirme qu'elle ne prolongera pas le mandat des soldats de la paix russes en Abkhazie après son expiration le 31 décembre[95].
  - Le FMI exhorte le gouvernement à réformer le système fiscal du pays avant de garantir un prêt massif pour aider à couvrir son budget 2002[96].
- 19 décembre : Le Parlement ratifie l'accord trilatéral de lancement du gazoduc Bakou-Tbilissi-Erzurum avec l'Azerbaïdjan et la Turquie[97].
- 21 décembre : 
  - Les autorités séparatistes d'Abkhazie appellent les soldats de la paix russes à rester dans la zone de conflit malgré l'expiration de leur mandat le 31 décembre. Des centaines de protestataires manifestent devant la chancellerie d'État à Tbilissi pour exiger un refus ferme de la Géorgie de prolonger le mandat des troupes russes[98].
  - Des négociations commencent entre la Géorgie et la Russie sur un nouvel accord de partenariat entre les deux États. Un accord original date signé en 1994 mais la Douma russe ne l'a jamais ratifié[99]. Le négociateur en chef russe est le député Boris Pastoukhov, célèbre pour ses remarques anti-géorgiennes, tandis qu'une majorité de la délégation russe est composée de membres du Parti communiste russe, ce qui conduit à des accusations, faites par des experts géorgiens, selon lesquelles la Russie n'est intéressée que par un accord unilatéral[100].
  - Le Parlement approuve à l'unanimité Avtandil Djorbenadzé comme ministre d'État[101].
- 22 décembre : Le parti au pouvoir, l'Union des citoyens de Géorgie (UCG) tient un congrès du parti après des mois de discorde à la suite de la démission du président Edouard Chevardnadzé à la présidence du parti. Malgré un conflit de longue date entre les deux principales factions du parti — les réformateurs dirigés par Zourab Jvania et les partisans du président dirigés par le gouverneur de Basse Kartlie Levan Mamaladzé — les parties conviennent d'abolir le poste de président du parti et de créer un Conseil politique, présidé par Jvania[102].
- 23 décembre : Une explosion dans une centrale électrique provoque une grave pénurie d'électricité à Tbilissi. La Géorgie négocie avec la Russie et l'Arménie pour augmenter ses importations d'électricité, tandis que la société américaine AES Corporation, chargée de fournir de l'électricité à la capitale, mentionne une possible cause terroriste[103].
- 25 décembre : Plusieurs parlementaires demandent aux Nations unies de limoger Dieter Boden en tant que représentant spécial sur le conflit Abkhazie-Géorgie, après son soutien au retrait des troupes géorgiennes de la vallée de Kodori[104].
- 26 décembre : Gotcha Sisaouri, chef du Bureau national de lutte contre le commerce de la drogue, est licencié après des allégations d'implication dans le trafic de drogue[105].
- 27 décembre : 
  - L'Arménie accuse la Géorgie d'accorder des droits d'atterrissage sur son aéroport de Marneouli à l'armée turque, une accusation démentie par Tbilissi. La Turquie a financé la rénovation de l'aéroport en 2000[106].
  - Le Parlement confirme Nino Tchkhobadzé comme ministre de la Protection de l'environnement et des Ressources naturelles après l'avoir rejetée une fois. Tchkhobadzé est le dernier membre du cabinet à être réintégré à la suite de la démission du gouvernement le 1er novembre[107]. Amiran Gamkrelidzé est confirmé comme nouveau ministre de la Santé et du Bien-être social[108].
- 28 décembre : La Banque mondiale accorde à la Géorgie un crédit de 35 millions de dollars pour l'aider à faire face à sa crise énergétique[109].
- 31 décembre : Le défenseur public Nino Devdariani accuse le gouvernement de violer les droits de l'homme dans les prisons et d'enfreindre les normes internationales en prolongeant la détention illégale de certains prisonniers[110].

## Naissances
- 12 février : Khvicha Kvaratskhelia, footballeur
- 14 février : Giorgi Gocholeishvili, footballeur
- 15 février : Zuriko Davitashvili, footballeur
- 9 mai : Aleksandre Kalandadze, footballeur
- 10 mai : Luka Matkava, joueur de rugby à XV
- 5 juin : Anzor Mekvabishvili, footballeur
- 5 septembre : Giorgi Guliashvili, footballeur
- 29 septembre : Giorgi Moistsrapishvili, footballeur

## Décès
- 16 juillet : Tenguiz Mikaïa ; un jeune homme de 23 ans accusé de vol par la police à Poti et torturé pendant deux jours avant d'être abattu[111].
- 26 juillet : Guiorgui Sanaïa ; un journaliste influent de la chaîne d'opposition Rustavi 2. Son meurtre devient le sujet d'un scandale national et ses meurtriers ne sont jamais appréhendés, malgré l'implication du FBI, ce qui laisse suspecter l'implication de certains membres du gouvernement de Chevardnadzé dans le meurtre.
- 17 septembre : David Kipiani, footballeur et entraîneur
- 17 octobre : Vepkhia Margochvili, un seigneur de guerre tué dans une explosion.
- 18 novembre : Nana Tsiklaouri, journaliste de la chaîne de télévision d'opposition Rustavi 2, décédée dans un accident de voiture avec son équipe.